# Saicella smithi
Saicella smithi är en insektsart som beskrevs av Robert L. Usinger 1958. Saicella smithi ingår i släktet Saicella och familjen rovskinnbaggar. Inga underarter finns listade i Catalogue of Life.